# Mikwe Israel
Mikwe Israel (hebräisch מקוה ישראל ‚Hoffnung Israels‘) ist die älteste jüdische Landwirtschaftsschule in Palästina, die 1870 südlich von Jaffa entstand. Sie befindet sich heute im Norden der Stadt Cholon im Großraum Gusch Dan. Außer ihrer pädagogischen Rolle dient die Schule als Forschungszentrum.

## Name
Der hebräische Name der Schule ist dem Buch des biblischen Propheten Jeremia entnommen (Jer 14,8 ); (Jer 17,13 ) und bedeutet „Hoffnung Israels“.

## Geschichte

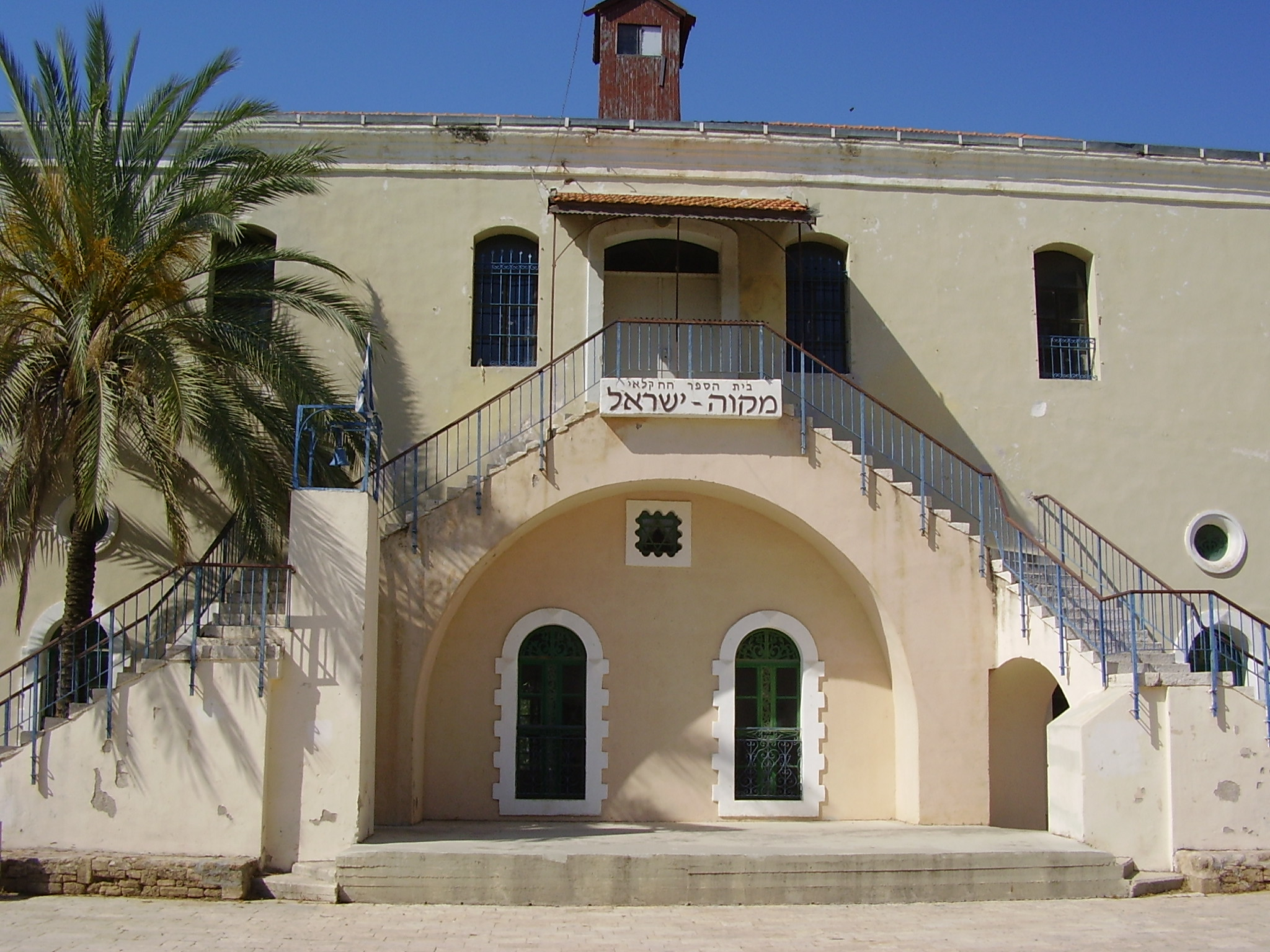
Synagoge der Schule Mikwe Israel

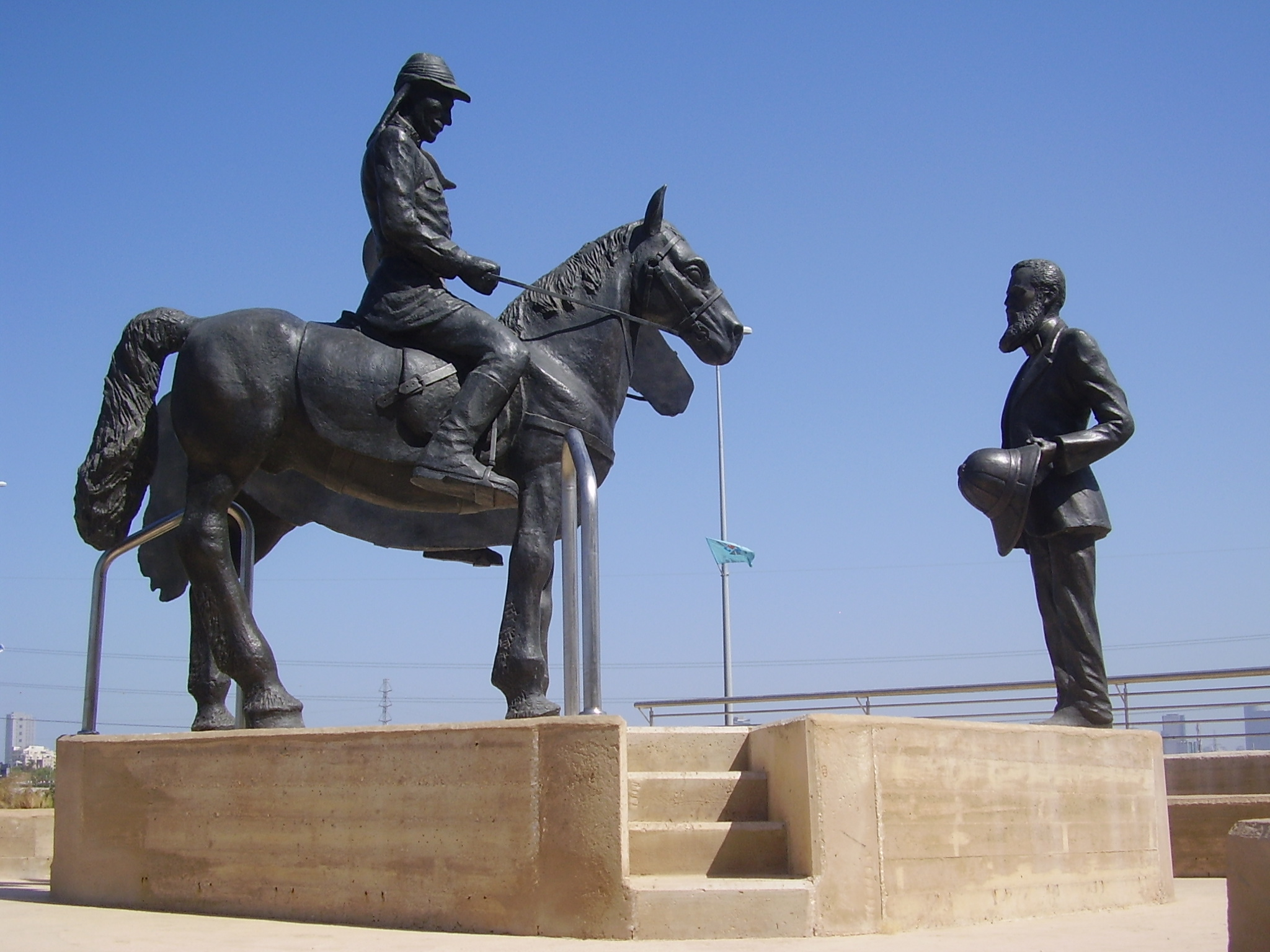
Statuen Theodor Herzls und Wilhelms II. in Gedenken beider Begegnung 1898 in Mikwe Israel, 2012

Mikwe Israel wurde von der Alliance Israélite Universelle (AIU) 1870 auf Initiative Charles Netters gegründet und nahm den eigentlichen Betrieb 1874 auf, als Maurice de Hirsch seine Unterstützung zusicherte. Netter vertrat ab 1867 die Meinung, man müsse junge Juden in Osteuropa und Persien in Landwirtschaft unterrichten, um ihre Situation zu verbessern. Die osmanische Hohe Pforte stellte ihm dazu eine Fläche Land von 3000 Dunam zur Verfügung. Dies entsprach 650 Acres. Die Unterrichtssprache war bis 1912 Französisch, danach Ivrit.
1895 folgte die Errichtung einer zweiten Landwirtschaftsschule der Alliance Israélite Universelle im tunesischen Ort Djedeida. Nach der ersten Unterredung Kaiser Wilhelms II. und Theodor Herzls am 15. Oktober 1898 in Istanbul, während des kaiserlichen Staatsbesuchs dort und vor einem Treffen mit dem Sultan, wo Herzl den Kaiser gebeten hatte, sich für die Idee einer Heimstatt für Juden im Heiligen Land zu verwenden, trafen sich der Kaiser und Herzl noch zweimal. Wilhelm II. war der erste Staatsmann überhaupt, bei dem Herzl je hatte über die Idee einer jüdischen Heimstatt vorsprechen können. Daher begrüßte eine Delegation von Vertretern der zionistischen Idee mit Herzl, Max Bodenheimer, Moses Schnirer, Joseph Seidener und David Wolffsohn den Kaiser auf seiner Palästinareise am 28. Oktober 1898 beim Besuch der Schule Mikwe Israel.
Die Schule hatte zwischen 1900 und 1908 auch vier nichtjüdische Schüler während je eines Jahres, zwischen 1908 und 1915 gab es vier muslimische Schüler. Der Provinzgouverneur Subhi Bey wünschte deshalb vom lokalen AIU-Leiter Albert Antébi die Aufnahme weiterer nichtjüdischer Schüler an dessen Schulen. Antébi meldete diese Vorgabe am 20. Januar 1909 brieflich an die Zentrale der AIU nach Paris.
Vom Ende der 1930er Jahre bis zum Israelischen Unabhängigkeitskrieg war Mikwe Israel ein wichtiger Stützpunkt der Hagana.